# ATP Oʻahu
Das ATP-Turnier von Oʻahu (offiziell Oahu Open) war ein US-amerikanisches Herren-Tennisturnier, das im Jahr 1994 einmalig in Honolulu, auf der Insel Oʻahu, in Hawaii ausgetragen wurde.

## Geschichte
Veranstaltungsort war das Turtle Bay Resort, gespielt wurde auf Outdoor-Hartplätzen. Das Turnier war in der ersten Januarwoche angesetzt und diente somit als Vorbereitung für die Australian Open. Die Veranstaltung lief im Rahmen der ATP World Series, der Vorgängerserie der ATP Tour 250.
Das Turnier war lange das einzige internationale Tennisturnier auf Hawaii; 2001 und 2002 fand in Waikoloa ein Damenturnier statt und 2010 wurde im Rahmen der ATP Challenger Tour ein Herrenturnier in Honolulu veranstaltet.

## Siegerliste

### Einzel
| Jahr | Sieger         | Finalgegner     | Finalergebnis |
| ---- | -------------- | --------------- | ------------- |
| 1994 | Wayne Ferreira | Richey Reneberg | 6:4, 6:7, 6:1 |

### Doppel
| Jahr | Sieger                | Finalgegner                 | Finalergebnis |
| ---- | --------------------- | --------------------------- | ------------- |
| 1994 | Tom Nijssen Cyril Suk | Alex O’Brien Jonathan Stark | 6:4, 6:4      |